# Râșca (Cluj)
Râșca oder Rîșca [ˈrɨʃca] (deutsch Rissdorf, ungarisch Roska) ist eine Gemeinde im Kreis Cluj in der Region Siebenbürgen in Rumänien.
Der Ort Râșca ist auch unter den ungarischen Bezeichnungen Középroska und Roskatelep bekannt.

## Geographische Lage

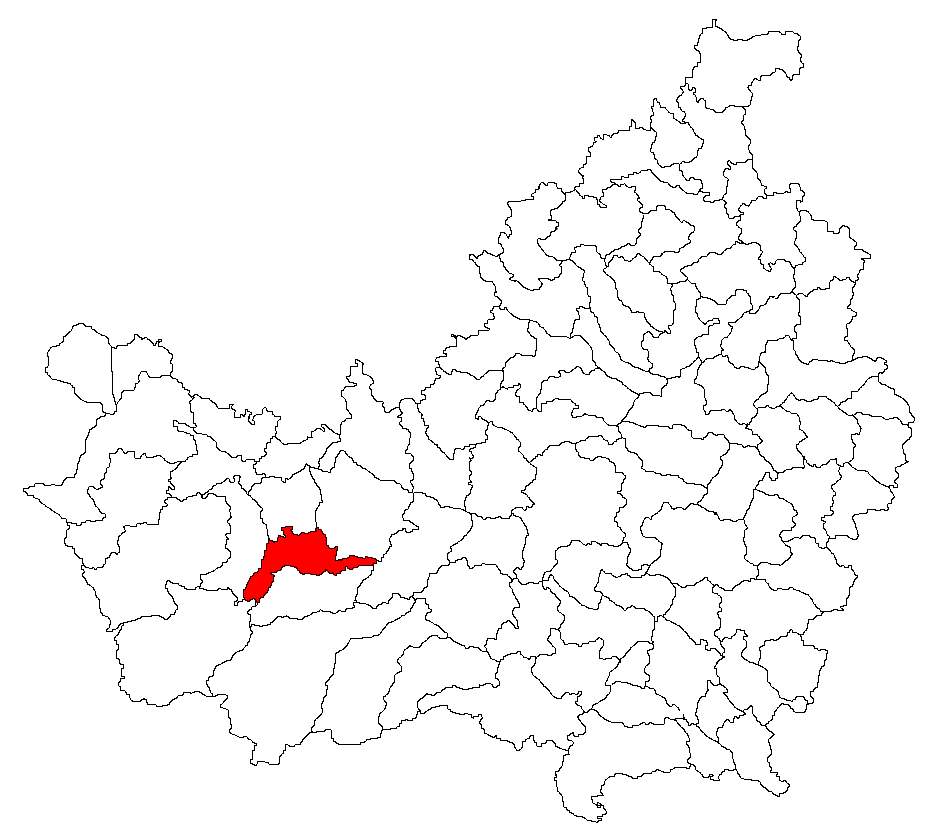
Lage der Gemeinde Râșca im Kreis Cluj

Die Gemeinde Râșca liegt in den Nordostausläufern der Gilăuer Berge (Munții Gilăului), ein Gebirgszug des Apuseni-Gebirges (Munții Apuseni) im Norden des Motzenlandes. Der Ort Râșca befindet sich am gleichnamigen Bach – ein Zufluss des Someșul Cald (Warmer Somesch) – und der Kreisstraße (Drum județean) DJ 103K etwa 25 Kilometer südlich von der Kleinstadt Huedin und etwa 44 Kilometer westlich von der Kreishauptstadt Cluj-Napoca (Klausenburg).

## Geschichte
Der Ort Râșca wurde erstmals 1786 urkundlich erwähnt. Im 18. Jahrhundert gehörte Rîșca de Jos zu Mănășturu, Rîșca de Mijloc und Rîșca de Sus zum Ort Mănăstireni. Diese Streusiedlungen wurden 1930 zu einem Dorf.
Im Königreich Ungarn lag die heutige Gemeinde im Stuhlbezirks Bánffyhunyad in der Gespanschaft Klausenburg (ungarisch Kolozs). Anschließend gehörte die Gemeinde dem historischen Kreis Cluj und ab 1950 dem heutigen Kreis Cluj an.

## Bevölkerung
Auf dem Gebiet der heutigen Gemeinde Râșca wurden seit 1850 ausschließlich Rumänen registriert. 1850 waren es 155 im heutigen Lăpuștești (ungarisch Felsőszamos) und erst ab 1930 wurden auch die Bewohner des heutigen Gemeindezentrums (1625) registriert. Die Einwohneranzahl stieg stetig, sodass 1977 mit 2664 die höchste Anzahl der Einwohner registriert wurde. Bei fast jeder Volkszählung wurden auch Magyaren registriert, die höchste Anzahl (vier) war 1956.
Die Hauptbeschäftigung der Bevölkerung sind die Landwirtschaft (hauptsächlich Kartoffelanbau) und die Viehzucht.

## Sehenswürdigkeiten
- Das Gemeindezentrum ist Ausgangspunkt zu der Klamm des Someșul Cald und der nah gelegenen Stauseen Tarnița (⊙) und Beliș-Fântânele (⊙).[6]